# Andreas Labba
Andreas Labba, né le 25 février 1907 et mort le 5 novembre 1970 à Kaitum, est un écrivain sami suédois principalement connu pour son roman Anta et pour avoir popularisé auprès du grand public suédois le mode de vie sami.

## Biographie
Andreas Labba naît le 25 février 1907 dans la communauté sami de Norrkaitum, dans la commune de Gällivare, comté de Norrbotten en Suède. 
Il est le fils d'un éleveur de rennes et d'une femme de la famille Fanki, aide-soignante à l'école nomade de Moskojärvi. Andreas fréquente cette école pendant neuf mois puis devient éleveur de rennes à l'âge de 12 ans. De 1936 à 1955, il travaille comme guide touristique pour la Svenska Turistföreningen (association touristique suédoise) à Abisko.
Il fait également quelques apparitions comme figurant sami dans des films des réalisateurs Arnold Sjöstrand et Ragnar Frisk, et sert parfois d'assistant à Arnold Sjöstrand.
Alors qu'il travaille comme guide touristique, il rencontre le Suédois Dag Hammarskjöld, qui travaille à l'époque au ministère suédois des Finances, et devient son ami. Dès lors, Labba accompagne régulièrement Hammarskjöld dans ses randonnées en montagne et lui fait découvrir progressivement les traditions samies. Hammarsköjd l'encourage à apprendre à lire et écrire et le pousse à mettre par écrit ses récits et témoignages.
Lorsque Labba écrit son roman Anta en 1969, il a 62 ans et seulement neuf mois de scolarité. Il écrit Anta en same du Nord, mais l'ouvrage est rapidement traduit en suédois et diffusé par l'éditeur Bonniers förlag.
Son succès littéraire étonnant dans ce contexte fait rapidement d'Andreas Labba le Sami le plus célèbre de Suède. En particulier, après les ouvrages de vulgarisation de Bernhard Nord, c'est le premier ouvrage sur les traditions samies qui soit écrit par un auteur sami,  
Jusqu'à sa mort, il fait alors souvent office de représentant des Samis dans les médias suédois et participe à des débats sur la prise en compte de leur mode de vie dans la réglementation comme la création de la réserve naturelle de Sjaunja. 
Il commence ensuite l'écriture d'un deuxième roman, Anta och Mari (Anta et Marie), inachevé à sa mort, qui sera finalement publié en l'état à titre posthume par son éditeur suédois.
Andreas Labba meurt le 5 novembre 1970 à Kaitum dans son village d'origine.

## Anta

### Anta
Anta raconte la vie d'un héros fictif sami, Anta, située au milieu du XIXe siècle. Andreas Labba s'inspire de sa propre vie, mais surtout de celles de son père et de son grand-père et des histoires qu'il a collectées dans sa communauté. Le récit comporte donc quelques éléments autobiographiques. Il est publié en 1969 en Suède.
Anta et Marie, la suite inachevée, paraît en 1971.

### Traductions
Les traductions étrangères d'Anta sont basées sur la version suédoise, traduite du same par Olavi Korhonen. Il est ensuite traduit en allemand en 1973 par Alfred Otto Schwede. 
L'ouvrage n'est traduit en français qu'en 1989 par Vincent Fournier, pour l'éditeur Plon dans la collection Terre humaine, dans une édition sophistiquée. L'ouvrage est composé de quatre parties distinctes. Les deux premières sont les traductions des deux romans, Anta suivi de Anta et Marie, accompagnées d'illustrations de l'artiste sami Nils Nilsson Skum (de). La troisième partie est un recueil de sept articles écrits entre 1968 et 1970 par Andreas Labba, et la quatrième partie est constituée de quinze annexes établies par l'ethnologue Christian Mériot.
Le sous-titre choisi pour l'édition française Anta. Mémoires d'un Lapon est toutefois discuté : il laisse croire à une autobiographie, et surtout emploie le terme Lapon, qui est considéré comme fortement péjoratif par les Samis.

## Filmographie
Andreas Labba a fait quelques figurations en tant que sami dans les années 1940.
- 1943 – I brist på bevis (litt. Manque de preuves)
- 1948 – Lappblod (litt. Sang lapon)